# Талаканское нефтегазоконденсатное месторождение
Талака́нское нефтегазоконденса́тное месторожде́ние — крупное нефтегазоконденсатное месторождение в Якутии. Расположено на юго-западе республики, в среднем течении реки Лена, в 300 км от города Киренска (Иркутская область). Лицензия на разработку месторождения принадлежит компании «Сургутнефтегаз». Для увеличения темпов формирования нового центра нефтегазодобычи вблизи месторождения компанией «Сургутнефтегаз» построен аэропорт «Талакан», который, как предполагается, будет способствовать ускоренному развитию транспортной сети как в промышленных, так и в социальных целях.
Месторождение разделено на три отдельных блока: Центральный, Восточный и Таранский. Извлекаемые запасы нефти на Талаканском месторождении по категории C1 составляют 105,449 млн тонн, по категории С2 — 18,132 млн тонн, запасы газа по категории С1 — 43,533 млрд кубометров, по категории С2 — 19,634 млрд кубометров, запасы конденсата по категории С1 — 375 тыс. тонн.
Нефтепродуктивные пласты Талаканского месторождения расположены довольно близко к поверхности земли — на глубине от 1000 до 1200 метров. Скважины характеризуются высоким дебитом.
Разработка началась в начале 1990-х годов, в 1994 году был запущен временный нефтепровод до посёлка Витим. За 2006—2008 годы «Сургутнефтегаз» вложил в развитие проекта 65 млрд руб., было пробурено 48 скважин.
4 октября 2008 года был осуществлён пуск в эксплуатацию части Восточного нефтепровода в реверсном режиме от Талаканского месторождения до Тайшета длиной 1105 км, что позволяет осуществлять поставку нефти на Ангарский нефтехимический комбинат. По состоянию на конец 2015 года ежемесячная добыча нефти на месторождении составляет около 700 тыс. т.